# Friedrich August Albrecht von Tschirschky
Friedrich August Albrecht von Tschirschky, né le 17 octobre 1734 à Mittel Arnsdorf en Silésie, et mort le 13 janvier 1799 à Wesel, est un generalmajor de cavalerie de l'armée prussienne, commandant de la citadelle de Wesel en 1792, puis gouverneur par intérim de la citadelle de Wesel en 1796.

## Biographie

### Origines familiales
Il est le fils de Ernst Friedrich Gottlob von Tschirschky (1708-1748), seigneur de Gross-Wilkau et de Mittel Arnsdorf, et de Luise Margarethe von Zedlitz (de) Bankwitz (1715-1773).
Heinrich von Tschirschky und Bögendorff, ambassadeur d'Allemagne en 1916, et Friedrich August Albrecht sont issus de la même famille von Tschirschky. Ils ont le même ancêtre, Léonhard von Tschirschky (Tschirsky)  du village de Bögendorff à sept kilomètres de Świdnica. Il est cousin de Karl Wilhelm von Tschirschky, autre généralmajor prussien de la même époque.

### Arbre généalogique
Voir dans famille von Tschirschky

### Carrière militaire

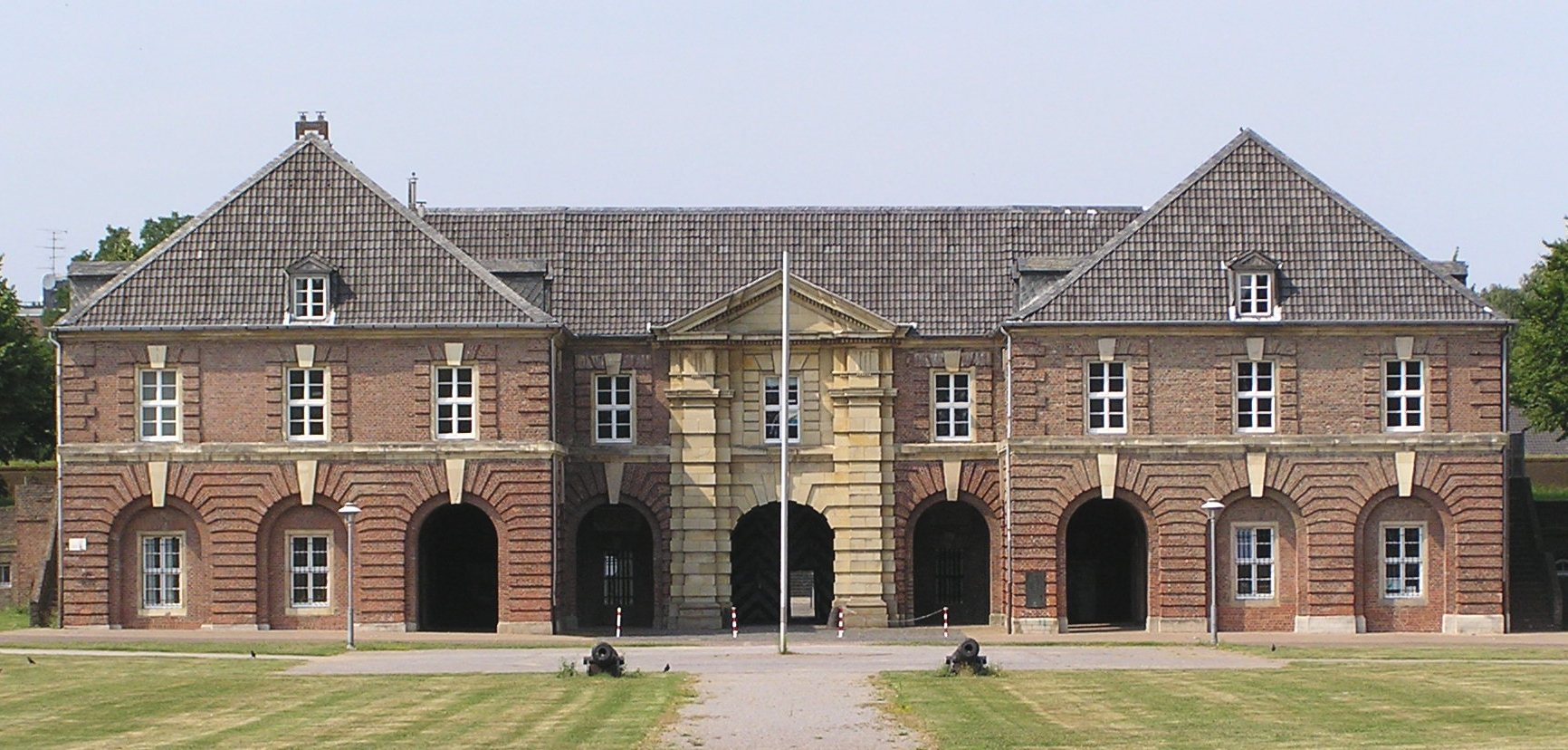
La citadelle de Wesel

Friedrich August Albrecht commence sa carrière militaire en 1749 comme caporal engagé volontaire dans le régiment d'infanterie de Lestwitz no 31. Il est porte-drapeau en 1754. 
Entre 1756 et 1763, il participe à la troisième guerre de Silésie. Capitaine en 1766, et chef d'une compagnie de grenadiers en 1768. En 1778-1779, il participe à la guerre de succession de Bavière. Commandant en 1780 et lieutenant colonel en 1789. Nommé colonel en 1791 et commandant de la citadelle de Wesel en 1792. C'est à partir de 1792, dans cette citadelle militaire stratégique qu'il est chargé de veiller sur des prisonniers célèbres dont le marquis de la Fayette. En 1796, et après 47 ans de loyaux services, le roi Frédéric-Guillaume II de Prusse le nomme général major.
En 1796, il effectue l'intérim du gouverneur de la citadelle de Wesel. Les rigueurs de la guerre ont affecté sa santé. Il tombe gravement malade en 1798 et décède à Wesel le 13 janvier 1799. Le nouveau roi de Prusse, Frédéric-Guillaume III de Prusse écrit à ses filles : « je déplore le décès de votre père, un homme brave, ayant servi l'État fidèlement, sans failles et souligne particulièrement son sens du service et je compatis à sa perte. Je prends part à votre deuil parce qu'il jouissait de ma part d'une haute considération qu'il avait su gagner. Berlin le 29 janvier 1799. »

#### Liste des gouverneurs de la citadelle de Wesel[6]
- 1675  Alexander van Spaen, Generalfeldmarschall
- 1692  Friedrich von Heiden (1633–1706), général d'infanterie
- 1702  Philipp Karl von Wylich und Lottum (1650–1719), Generalfeldmarschall
- 1719  Johann Sigismund von der Heyden (de) (1656–1730)
- 1730  Konrad Heinrich von der Mosel (de) (1663–1733), generalleutnant
- 1733  Hans Christoph von Bardeleben (de), generalmajor (1766-1736)
- 175?  Friedrich Wilhelm von Dossow (1669–1758) , général d'infanterie
- 1756  Frédéric II de Hesse-Cassel, generalleutnant
- 1757  Heinrich August de La Motte-Fouqué (1698–1774), generalleutnant
- 1787–1788 Friedrich Wilhelm von Gaudi (1725–1788), generalleutnant
- 1790  Martin Ernst von Schlieffen (1732–1825), generalleutnant
- 1792  Alexander Friedrich von Woldeck (1720–1795), generalleutnant
- 1796  Friedrich August Albrecht von Tschirschky (1734–1799), generalmajor
- 1797  Guillaume IX de Hesse (1743-1821), Generalfeldmarschall
- 1814  Karl Friedrich Franciscus von Steinmetz (1768–1837), generalmajor

### Décorations

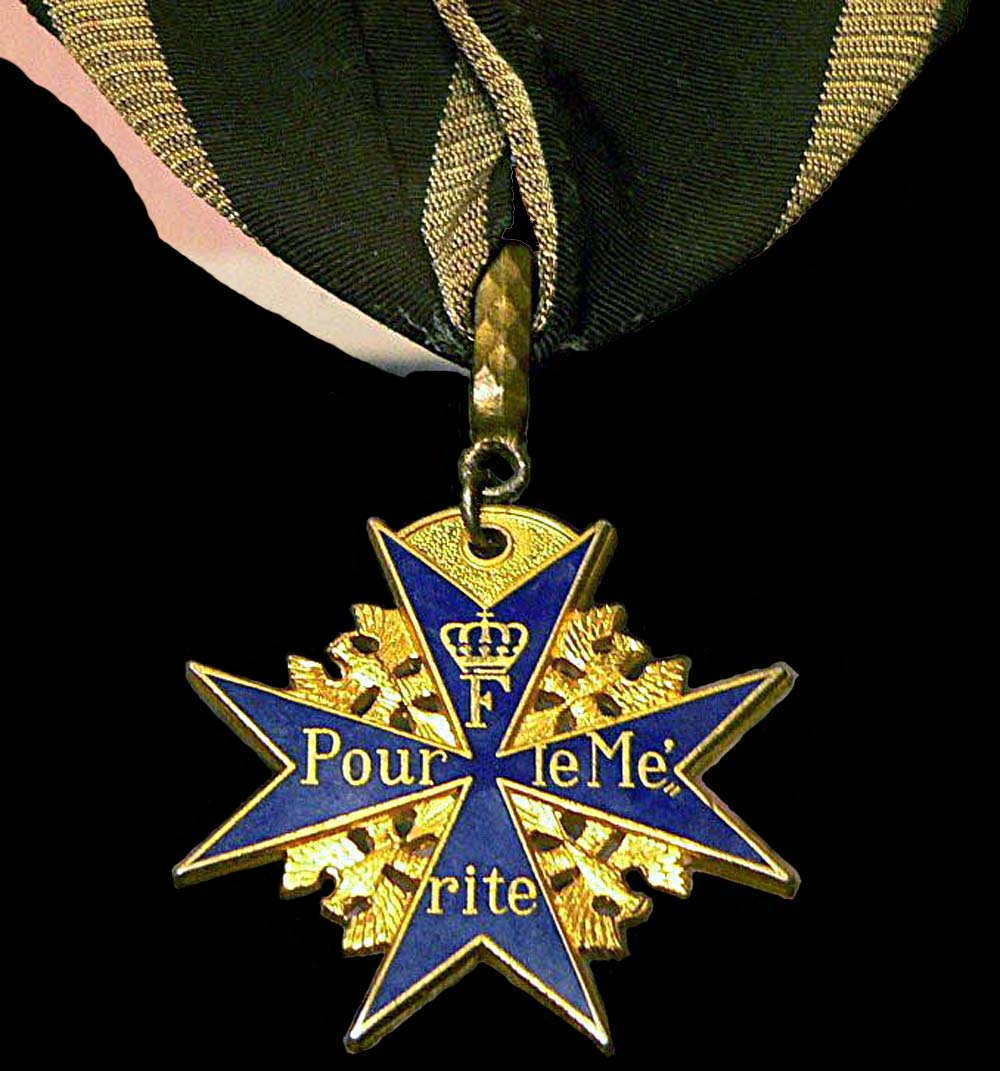
Croix Pour le Mérite, le 22 mai 1795

Il obtient la plus haute décoration prussienne, l'ordre Pour le Mérite, le 22 mai 1795

### Mariages et descendances
Friedrich August Albrecht se marie le 24 avril 1770 à Breslau avec Johanna Beate von Kessel (1741-1794).
Quatre filles naîtront à Breslau: 
- Jeanette Margarethe, née le 22 mai 1772 à Breslau, †  le 11 août 1817 à Königsberg. Elle épouse le 6 mai 1798 à Wesel, Karl Thomas von Othegraven (de), un generalleutnant prussien [7]. 6 enfants dont 4 naîtront à Wesel[8]
- Ursula Juliane, née le 26 août 1773 à Breslau ; † 26 décembre 1773
- Albertine Anna, née le 12 septembre 1774 à Breslau. Elle épouse le président de district August von Reiman (de). 3 enfants
- Beate Wilhelmine, née le 3 octobre 1780 à Breslau. Elle épouse ⚭ von Großkreutz, sous-lieutenant avec son père.

Cette branche masculine von Tschirschky s'éteindra en 1799.

### Propriétés

Château ou manoir
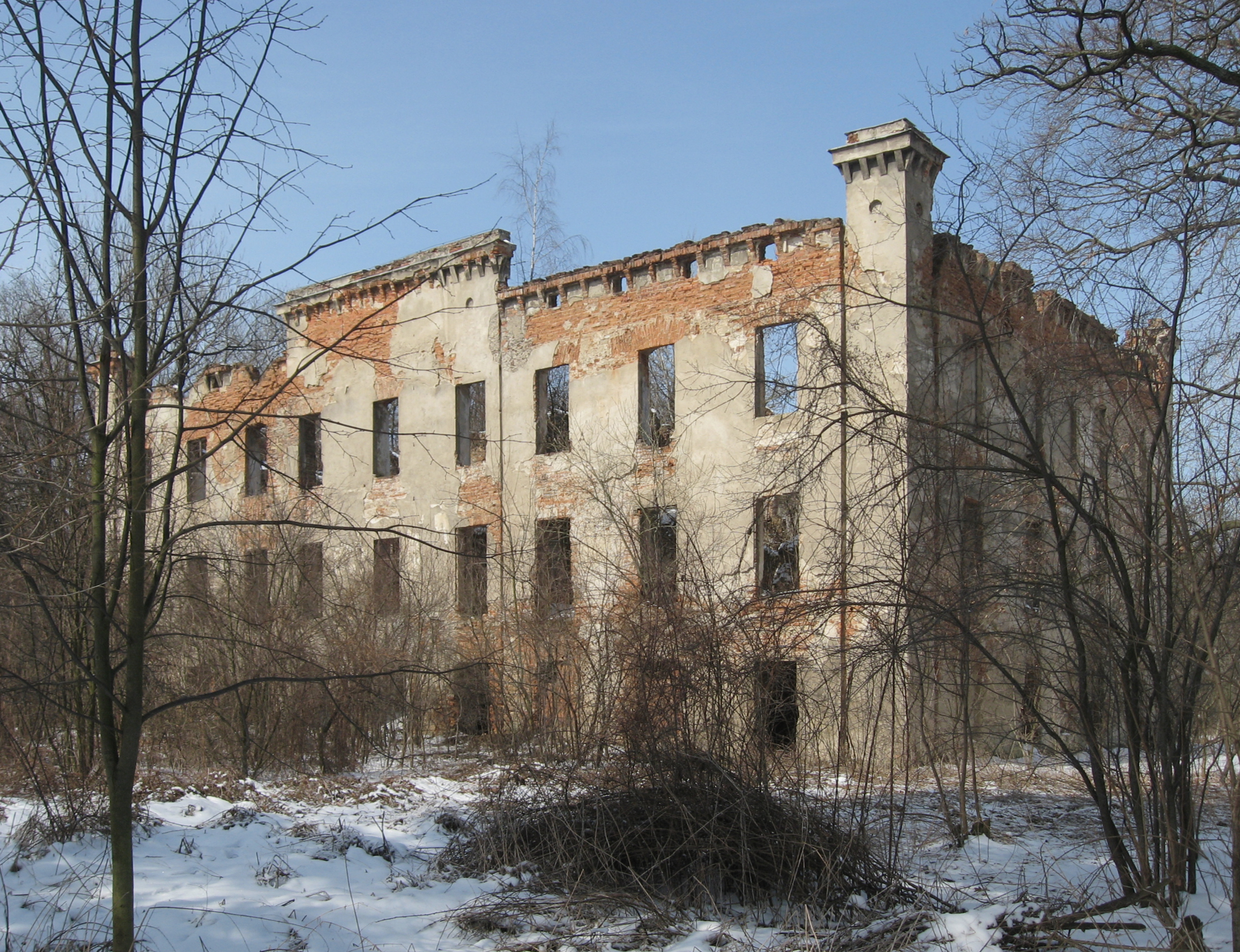
Les ruines en 2013 du château de Arnsdorf en Silésie
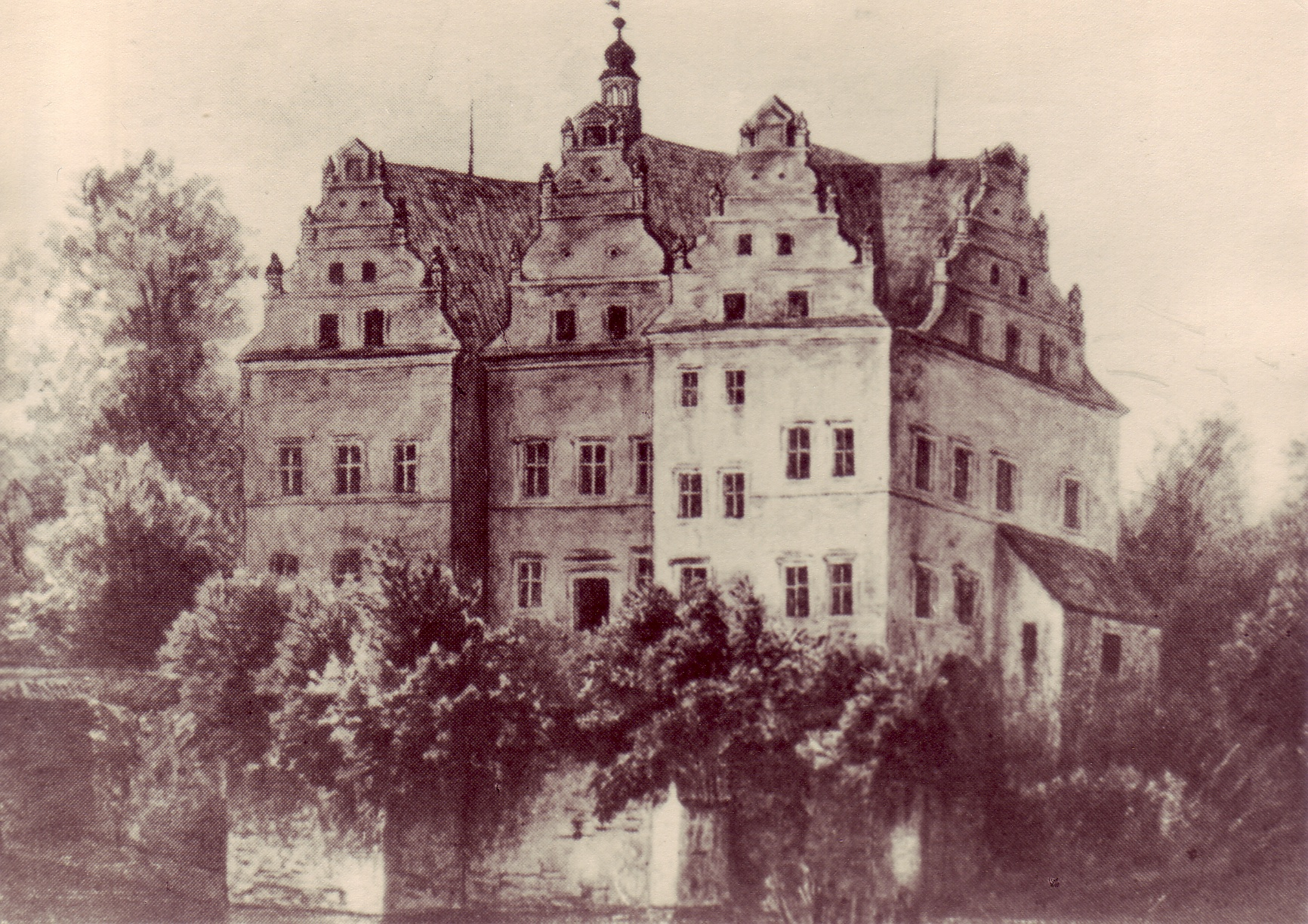
Château de Groß Wilkau. En 1738, son père était le propriétaire du château. La sœur de Friedrich, Louise Frédérike est née dans le château de Groß Wilkau

### Ouvrages anciens
- (de) Johann Sinapius, Schlesische Curiositäten,volume 1, t. 1, 1720, p. 1000 et 1001 de l'original
- (de) Johann Sinapius, der Schlesich Adel,volume 2, t. 2, 1728, p. 1075 et 1076 de l'original
- Ernst Heinrich Kneschke: Neues allgemeines deutsches Adels-Lexicon. Leipzig, Band 9 (1870), S. 300–302, Digitalisat

### Ouvrages récents
- (de) biographie de Friedrich August Albrecht von Tschirschky par Kurt von Priesdorff,1935, teil 3 page 460-461-462
- Pardiellan 1919, Lafayette prisonnier 1792 (présentation en ligne)